# Canadisk bakkestjerne
Canadisk bakkestjerne (Conyza canadensis) er en 30-60 cm høj urt, der vokser på lysåben, gruset bund, f.eks. ruderater. Arten betragtes som en invasiv art i Danmark.

## Beskrivelse
Canadisk bakkestjerne er en enårig urt med en slank, opret vækst. Stænglerne er hårløse og glatte eller lidt ru, og de bærer spredte blade, der er smalt lancetformede med bølget rand. Over- og undersiderne er ensartet, lyst grågrønne.
Blomstringen sker i juli-august, hvor de små kurveblomster er samlet i grenede toppe. Hver enkelt blomst består af oprette, tungeformede, hvide randkroner og gule, rørformede skivekroner. Frugterne er nødder med fnok.
Rodnettet er forholdsvist spinkelt og trævlet.
Højde x bredde og årlig tilvækst: 0,50 x 0,25 m (50 x 25 cm/år).

## Voksested
Arten er udbredt over et stort område fra tempereret Canada i nord, via USA og Mexico til Mellemamerika i syd. Overalt foretrækker den forstyrret, lysåben, gruset bund.
På Petrie Islands ved sydbredden af Ottawa-floden findes den sammen med bl.a. amerikansk blærespiræa, flodbredvin, hjortetaktræ, hvid hjortetrøst, håret solhat, klatrevildvin, nyengelsk asters, robinie, smalbladet blåøje, toårig natlys og virginsk vinterbær.

## Invasiv art
Arten betragtes som en invasiv art i Danmark og er på Naturstyrelsens sortliste, hvor det vurderes at den "kan bekæmpes lokalt til acceptabelt niveau, men kan ikke udryddes nationalt".

## Modstandsdygtig
arten er modstandsdygtig overfor glyphosat (bedre kendt som "Round-up"®), og derfor breder den sig, hvor man bruger dette middel.
Arten er naturaliseret i alle tempererede egne af verden, hvor den er en stigende plage som et glyphosat-resistent ukrudt.